# Mycetophila bachmanni
Mycetophila bachmanni är en tvåvingeart som beskrevs av Duret 1980. Mycetophila bachmanni ingår i släktet Mycetophila och familjen svampmyggor. Inga underarter finns listade i Catalogue of Life.